# 花より囲碁 女王戦
花より囲碁 女王戦（はなよりいご じょおうせん、꽃보다 바둑 여왕전）は、韓国の囲碁の女流棋戦。2016年に、プロの女流棋士を講師とした囲碁教室「花より囲碁」によって創設。第1回は個人戦、第2回は団体戦で行われた。
- 主催 韓国棋院
- 後援 花より囲碁
- 優勝賞金 (第1回)300万ウォン、(第2回)1000万ウォン
- 持時間 各1時間、40秒の秒読み5回

## 成績
- 第1回（決勝戦） 金恵敏 - 李瑟娥
- 第2回（団体戦） 1位:可能性、2位:FLOWERQUEEN

### 第1回
12人の棋士が6人ずつ2組に分かれてリーグ戦を行い、各組の上位2名の計4名によるトーナメント戦を行った。
トーナメント（左が勝ち）2016/10/21-25
- 1回戦 金恵敏 - 權周利、李瑟娥 - 金侖映
- 決勝戦 金恵敏 - 李瑟娥

### 第2回
1チーム5人の団体戦で、4チームによるリーグ戦を、2017/10/19-21日に行った。出場選手か棋士ランキング上位12名と、予選を勝ち抜いた8名。対戦は個人戦3局と、ペア碁戦1局でおこない、ペア碁戦は勝数2が与えられる。
| 順位 | チーム名    | 選手                                             | 可能性 | FQ  | HB  | 女王 | 勝 | 負 | 勝星 |
| ---- | ----------- | ------------------------------------------------ | ------ | --- | --- | ---- | -- | -- | ---- |
| 1    | 可能性      | 金彩瑛、權周利、姜智洙、金美里、曺承亞           | -      | 2-3 | 3-2 | 3-2  | 2  | 1  | 8    |
| 2    | FLOWERQUEEN | 朴鋕恩、姜多情、李瑟娥、宋彗領、李裕眞           | 3-2    | -   | 3-2 | 1-4  | 2  | 1  | 7    |
| 3    | HOTBODY     | 金恵敏、コセギ・ディアナ、朴志娟、李玟眞、金伸英 | 2-3    | 2-3 | -   | 4-1  | 1  | 2  | 8    |
| 4    | 女王        | 金多瑛、文度媛、權孝珍、金恩善、朴泰姬           | 2-3    | 4-1 | 1-4 | -    | 1  | 2  | 7    |